# جيمس جونستون (موسيقي)
جيمس جونستون (بالإنجليزية: James Johnston)‏ هو موسيقي بريطاني، ولد في 1966 في غلدفورد في المملكة المتحدة.

## وصلات خارجية
- جيمس جونستون على موقع IMDb (الإنجليزية)
- جيمس جونستون على موقع ميوزك برينز (الإنجليزية)
- جيمس جونستون على موقع أول ميوزيك (الإنجليزية)
- جيمس جونستون على موقع ديسكوغز (الإنجليزية)